# Honungsbuskväxter
Honungsbuskväxter (Melianthaceae) är en familj av tvåhjärtbladiga växter. Honungsbuskväxter ingår i näveordningen. Enligt Catalogue of Life omfattar familjen Melianthaceae 23 arter.
Släkten enligt Catalogue of Life:
- Bersama
- Greyia
- Melianthus
- Pseudobersama